# Corrupião-de-peito-manchado
Corrupião-de-peito-manchado ou corrupião-maculado (Icterus pectoralis) é uma espécie de ave da família Icteridae.
Pode ser encontrada nos seguintes países: Costa Rica, El Salvador, Guatemala, Honduras, México, Nicarágua e Estados Unidos.
Os seus habitats naturais são: florestas secas tropicais ou subtropicais, florestas subtropicais ou tropicais húmidas de baixa altitude e florestas secundárias altamente degradadas.